# Remington Rand

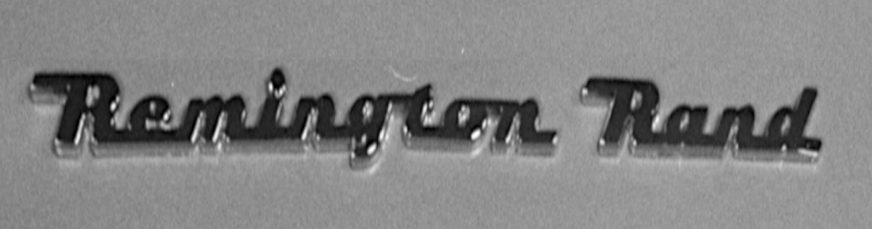

Remington Rand (1927-1986) foi uma empresa norte-americana, com sede em Nova Iorque, fabricante equipamentos de escritório e computadores.
Conhecida originalmente por suas máquinas de escrever, lançou o primeiro computador comercial do mundo, chamado de UNIVAC I, em 1951. Por algum tempo a palavra "univac" foi aceita como sinônimo genérico de computador.
Durante a Segunda Guerra Mundial produziu pistolas modelo .45 para o Exército dos Estados Unidos. A empresa também fabricava barbeadores elétricos.
Foi comprada pela empresa Rayovac, em 2003.

## Galeria de imagens

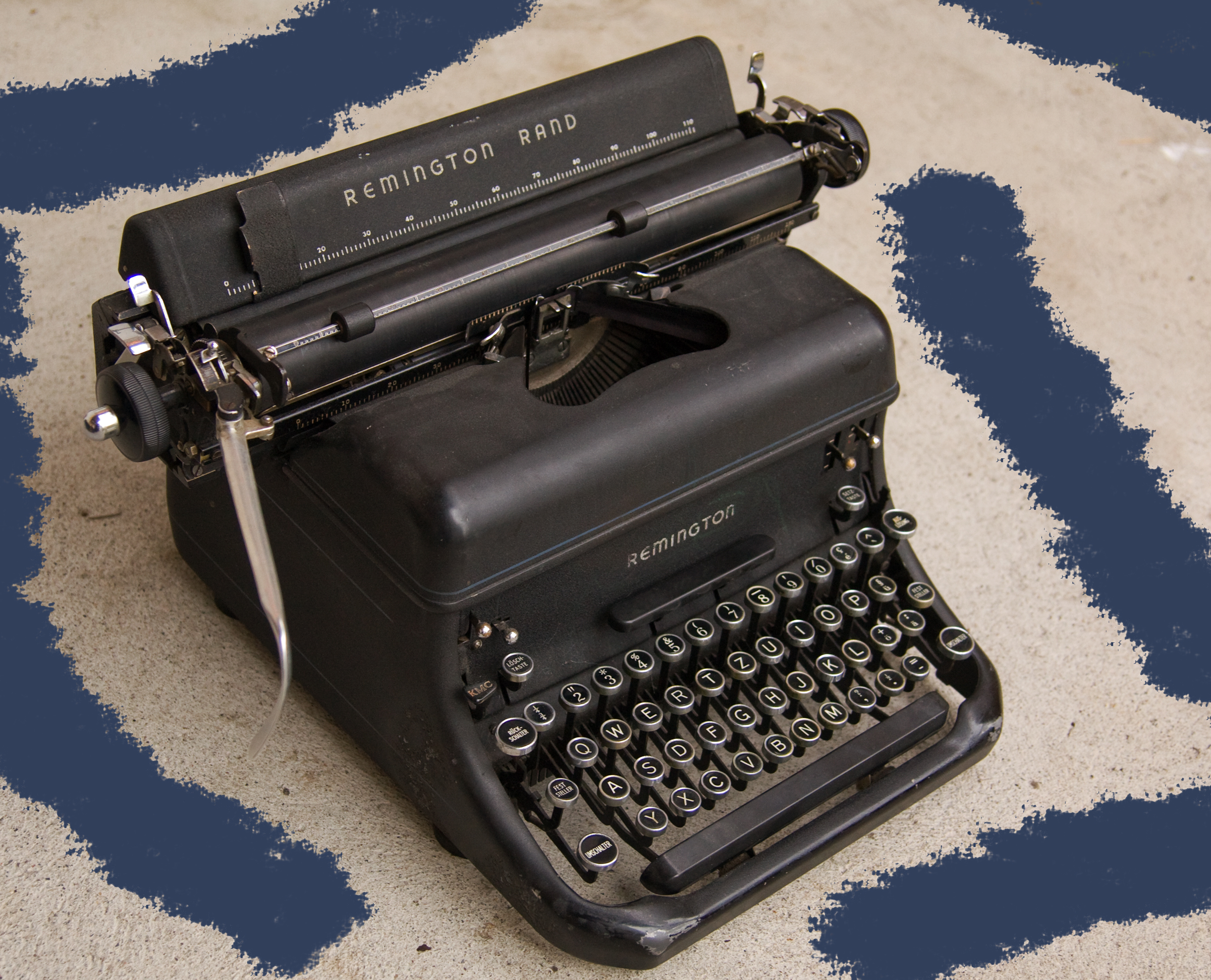
Máquina de escrever Remington
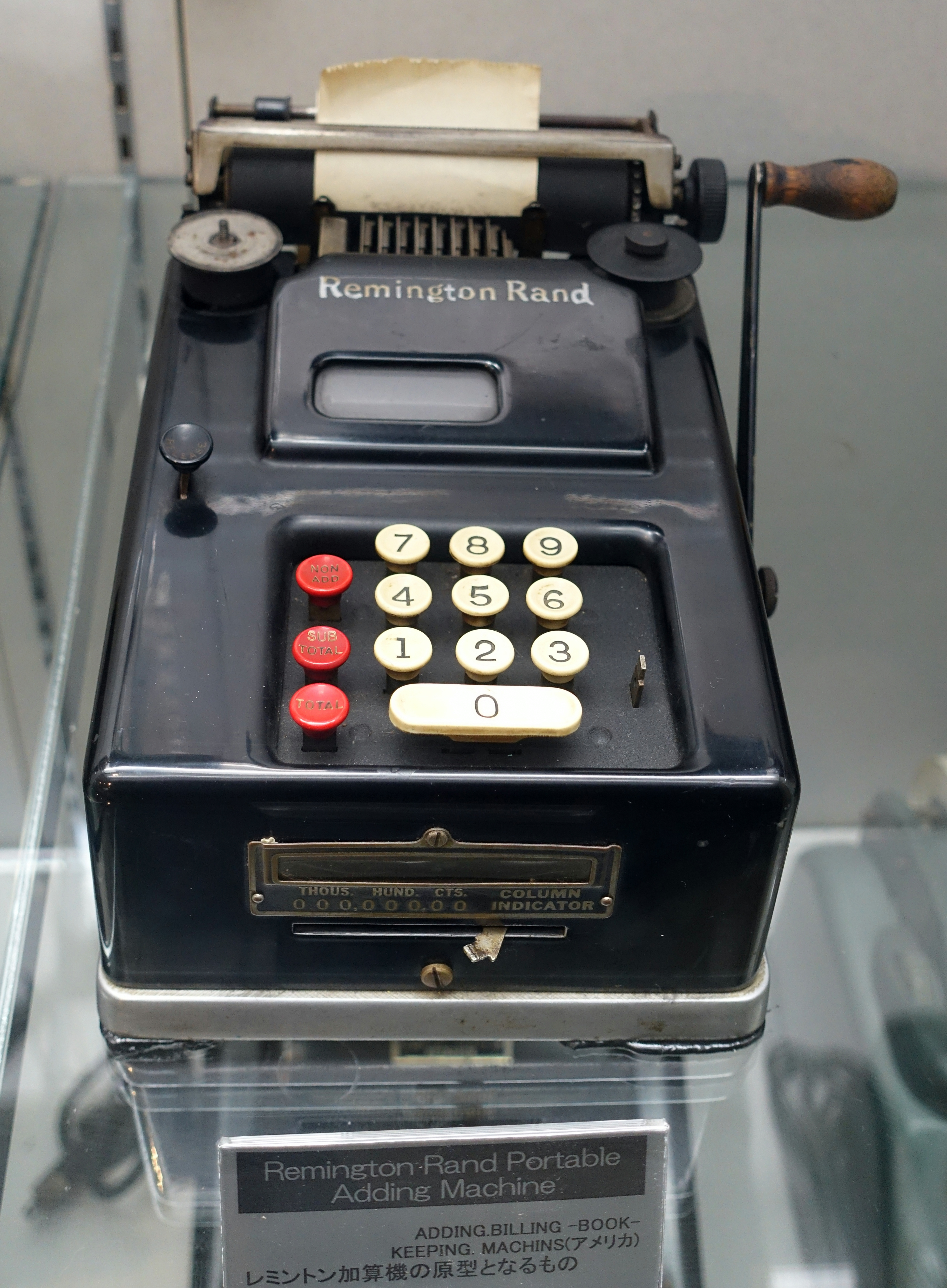
Uma das primeiras calculadoras da Remington
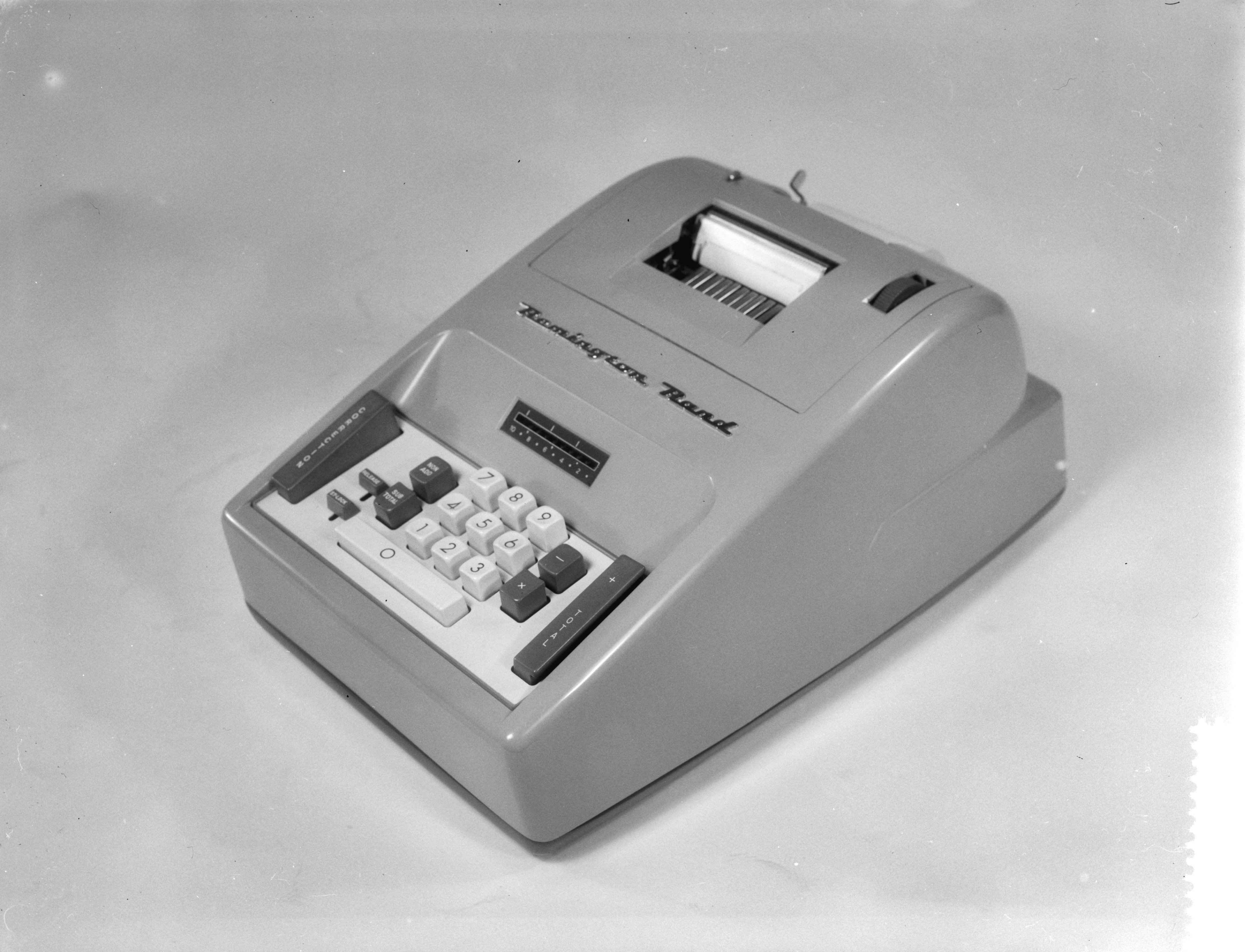
Calculadora elétrica
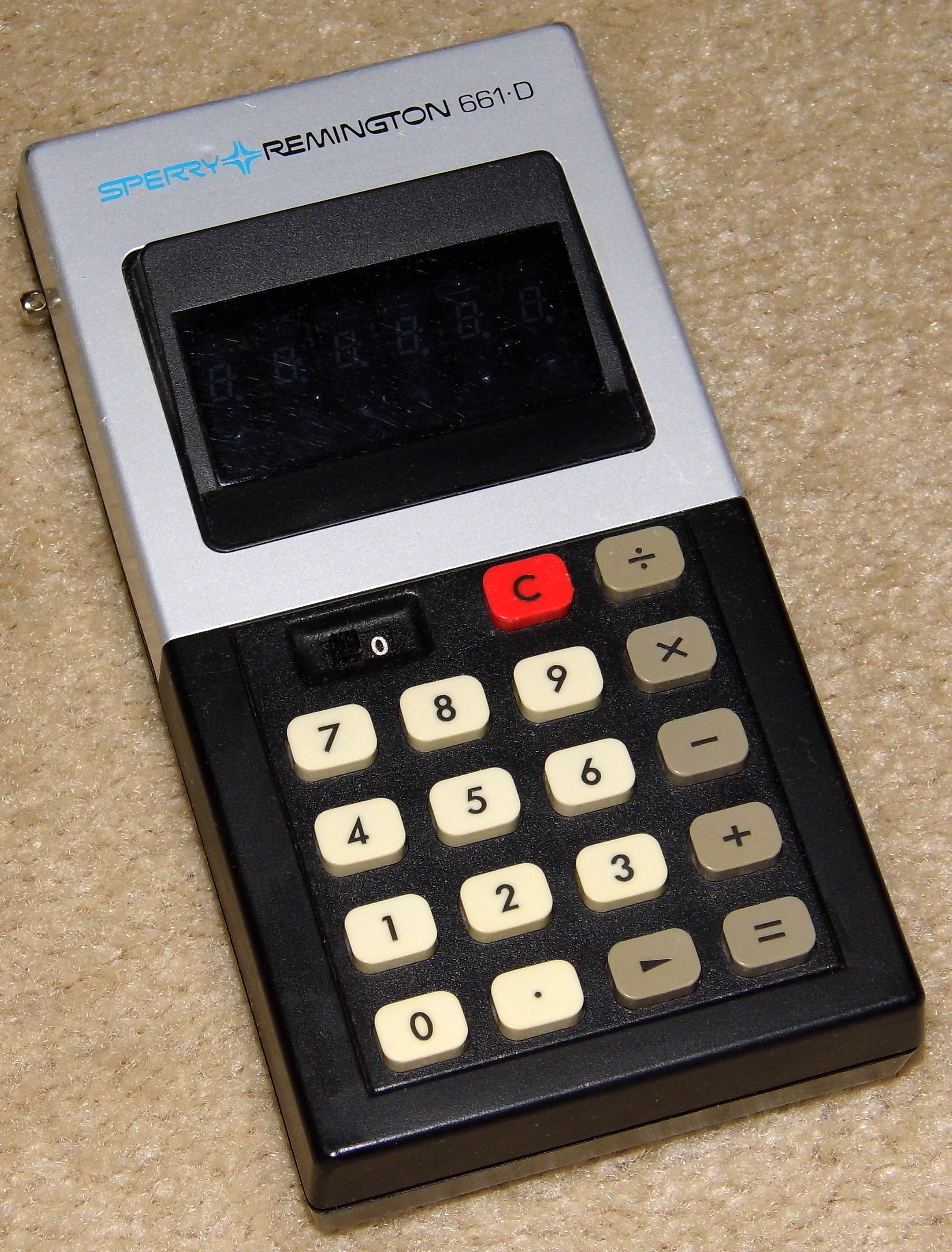
Calculadora eletrônica
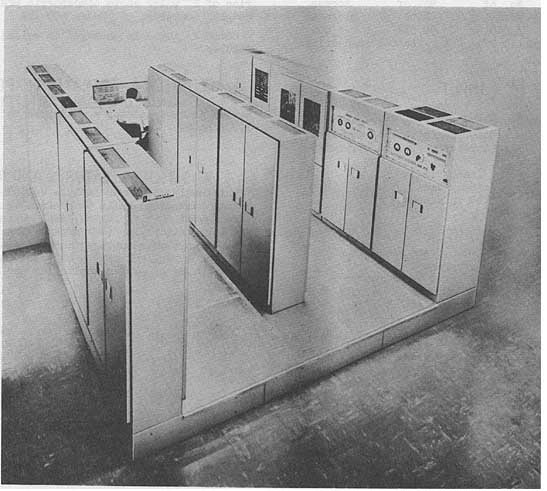
Computador Univac
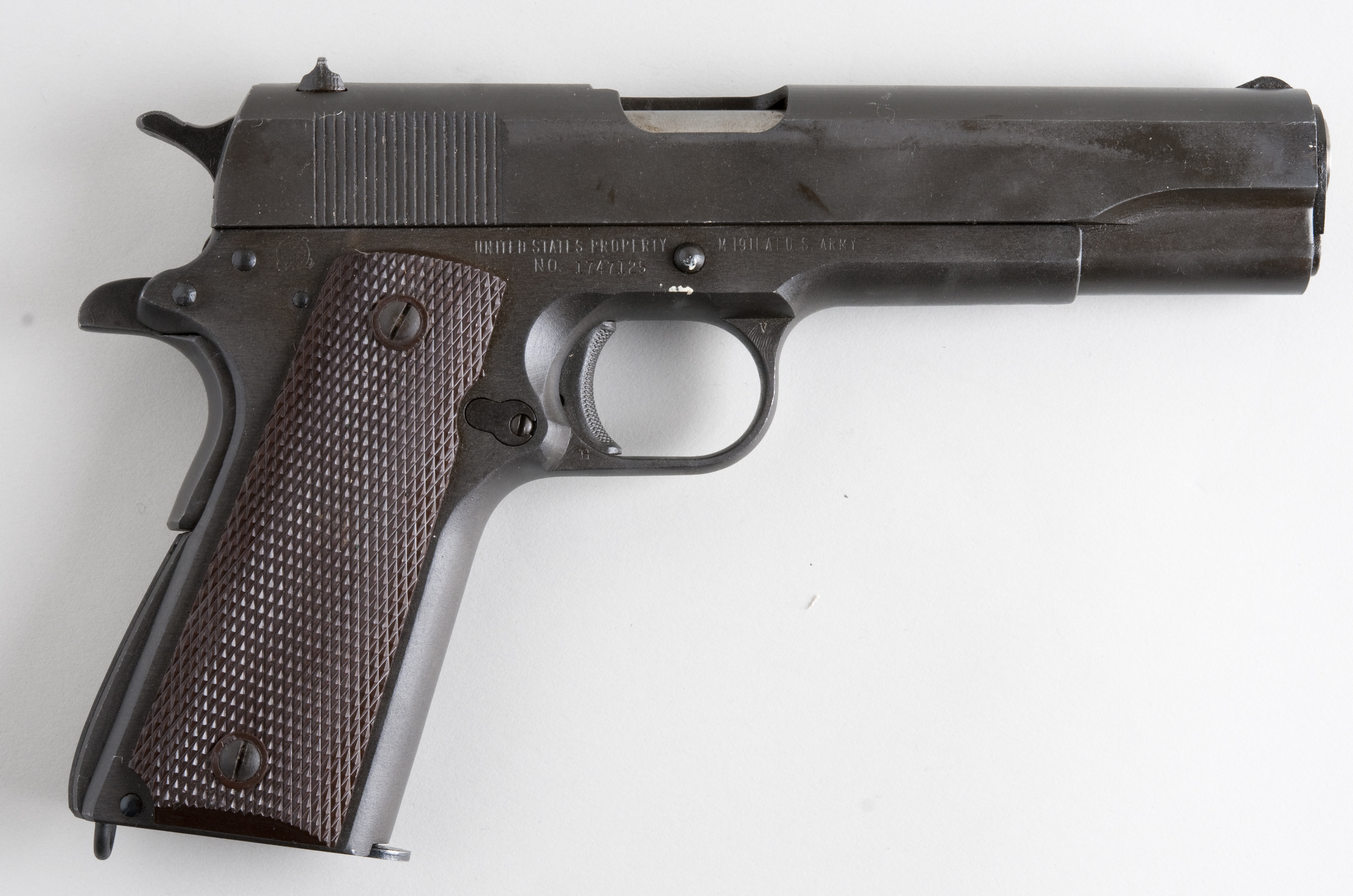
Remington Rand M1311A1, produzida para o Exército dos EUA, durante a Segunda Guerra
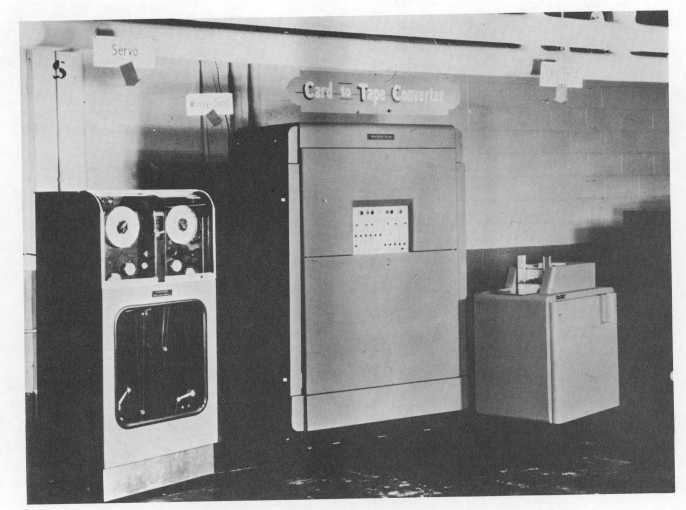
Sistema conversor de informações de cartões para fitas magnéticas - UNIVAC 1.